# Parafia św. Andrzeja Boboli w Rokitach
Parafia świętego Andrzeja Boboli w Rokitach – parafia rzymskokatolicka, znajdująca się w diecezji pelplińskiej, w dekanacie Łupawa.